# Saint-Ours, Puy-de-Dôme
Saint-Ours là một xã ở tỉnh Puy-de-Dôme trong vùng Auvergne-Rhône-Alpes miền trung nước Pháp.